# Flaxman Island
Flaxman Island oder Sidrak (Inupiaq „Fuchsloch“) ist eine zum Verwaltungsbezirk North Slope Borough, Alaska, gehörende Insel in der Beaufortsee.

## Geographie
Die langgestreckte Insel liegt unmittelbar westlich des Canning River Deltas etwa drei bis vier Kilometer vor dem Festland Alaskas, von dem sie durch die Lion Bay getrennt ist. Sie weist eine typische Tundrenvegetation mit zahlreichen Weihern auf. Findlinge deuten auf eine eiszeitliche Vergangenheit hin.

## Geschichte
Im August 1826 erreichte der britische Polarforscher John Franklin die Insel mit 15 Begleitern in zwei offenen Booten. Er benannte sie nach dem Bildhauer John Flaxman.
1907 errichtete die Anglo-Amerikanische Polarexpedition, die gemeinsam vom Dänen Ejnar Mikkelsen und dem US-Amerikaner Ernest de Koven Leffingwell (1875–1971) geleitet wurde, auf der Insel eine provisorische Hütte aus den Resten ihres Schiffs, der Duchess of Bedford, die vom Eis zerdrückt worden war. Leffingwell nutzte die Unterkunft mit einigen Erweiterungen noch bis 1914 für seine geologischen Arbeiten in der Region. Sie wird heute als Nummer 32 auf der Liste der National Historic Landmarks in Alaska geführt.
Am 15. März 1918 begann auf Flaxman Island das erste Experiment mit einer Eisdriftstation. Auf Vilhjálmur Stefánssons Kanadischer Arktisexpedition marschierte Størker Størkersen mit vier Männern und 17 Schlittenhunden von der Insel kommend 450 km nach Norden und richtete dort ein Camp auf dem Eis ein. Man glaubte, mit der Eisdrift innerhalb eines Jahres an die Küste Sibiriens zu gelangen, die Scholle kreiste aber nur in einem Wirbel. Nach einem halben Jahr brach Storkerson die Unternehmung krankheitsbedingt ab und kehrte am 8. November nach Flaxman Island zurück.